# A Szovjetunió kormányfőinek listája
| Név | Hivatal kezdete      | Hivatal vége         | Megjegyzés |
| --- | -------------------- | -------------------- | --- |
| A Népbiztosok Tanácsának elnöke                                                                                      |                      |                      | |
| Vlagyimir Iljics Lenin                                                                                               | 1922. december 30.   | 1924. január 21.     | Első Lenin-kormány, Második Lenin-kormány                                                                                      |
| Alekszej Ivanovics Rikov                                                                                             | 1924. február 2.     | 1930. december 19.   | Rikov-kormány |
| Vjacseszlav Mihajlovics Molotov                                                                                      | 1930. december 19.   | 1941. május 6.       | Molotov-kormány |
| Joszif Visszarionovics Sztálin                                                                                       | 1941. május 6.       | 1946. március 15.    | Első Sztálin-kormány |
| A Szovjet Szocialista Köztársaságok Szövetsége Minisztertanácsának elnöke                                            |                      |                      | |
| Joszif Visszarionovics Sztálin                                                                                       | 1946. március 15.    | 1953. március 5.     | Második Sztálin-kormány |
| Georgij Makszimilianovics Malenkov                                                                                   | 1953. március 6.     | 1955. február 8.     | Első Malenkov-kormány, Második Malenkov-kormány                                                                                |
| Nyikolaj Alekszandrovics Bulganyin                                                                                   | 1955. február 8.     | 1958. március 27.    | Bulganyin-kormány |
| Nyikita Szergejevics Hruscsov                                                                                        | 1958. március 27.    | 1964. október 14.    | Első Hruscsov-kormány, Második Hruscsov-kormány                                                                                |
| Alekszej Nyikolajevics Koszigin                                                                                      | 1964. október 15.    | 1980. október 23.    | Első Koszigin-kormány, Második Koszigin-kormány, Harmadik Koszigin-kormány, Negyedik Koszigin-kormány, Ötödik Koszigin-kormány |
| Nyikolaj Alekszandrovics Tyihonov                                                                                    | 1980. október 23.    | 1985. szeptember 27. | Első Tyihonov-kormány, Második Tyihonov-kormány                                                                                |
| Nyikolaj Ivanovics Rizskov                                                                                           | 1985. szeptember 27. | 1991. január 14.     | Első Rizskov-kormány, Második Rizskov-kormány                                                                                  |
| A Szovjet Szocialista Köztársaságok Szövetségének miniszterelnöke                                                    |                      |                      | |
| Valentyin Szergejevics Pavlov                                                                                        | 1991. január 14.     | 1991. augusztus 22.  | Pavlov-kormány |
| A Szovjet Szocialista Köztársaságok Szövetsége Államközi Bizottságának elnöke – A Gazdasági Közösség miniszterelnöke |                      |                      | |
| Ivan Sztyepanovics Szilajev                                                                                          | 1991. szeptember 6.  | 1991. december 25.   | Szilajev-kormány |